# Tournoisis
Tournoisis település Franciaországban, Loiret megyében. Lakosainak száma 383 fő (2022. január 1.). Tournoisis La Chapelle-Onzerain, Épieds-en-Beauce, Saint-Péravy-la-Colombe, Saint-Sigismond, Villamblain és Villeneuve-sur-Conie községekkel határos.

## Népesség
A település népessége az elmúlt években az alábbi módon változott:
| Lakosok száma | 370  | 344  | 332  | 350  | 391  | 408  | 407  | 392  | 389  | 383  |
|               | 1968 | 1982 | 1990 | 2006 | 2013 | 2015 | 2017 | 2019 | 2020 | 2022 |